# قطر للأسمنت
شركة قطر للأسمنت الوطنية هي منتج للأسمنت في أم باب ، قطر

## الموقع
تقع الشركة في أم باب في غرب قطر. تم اختيار أم باب كنتيجة لأن الموقع هو أحد المنطقتين في الدولة حيث يمكن بسهولة استخراج كميات كبيرة من الحجر الجيري والطين.